# Sayn-Wittgenstein-Hachenburg

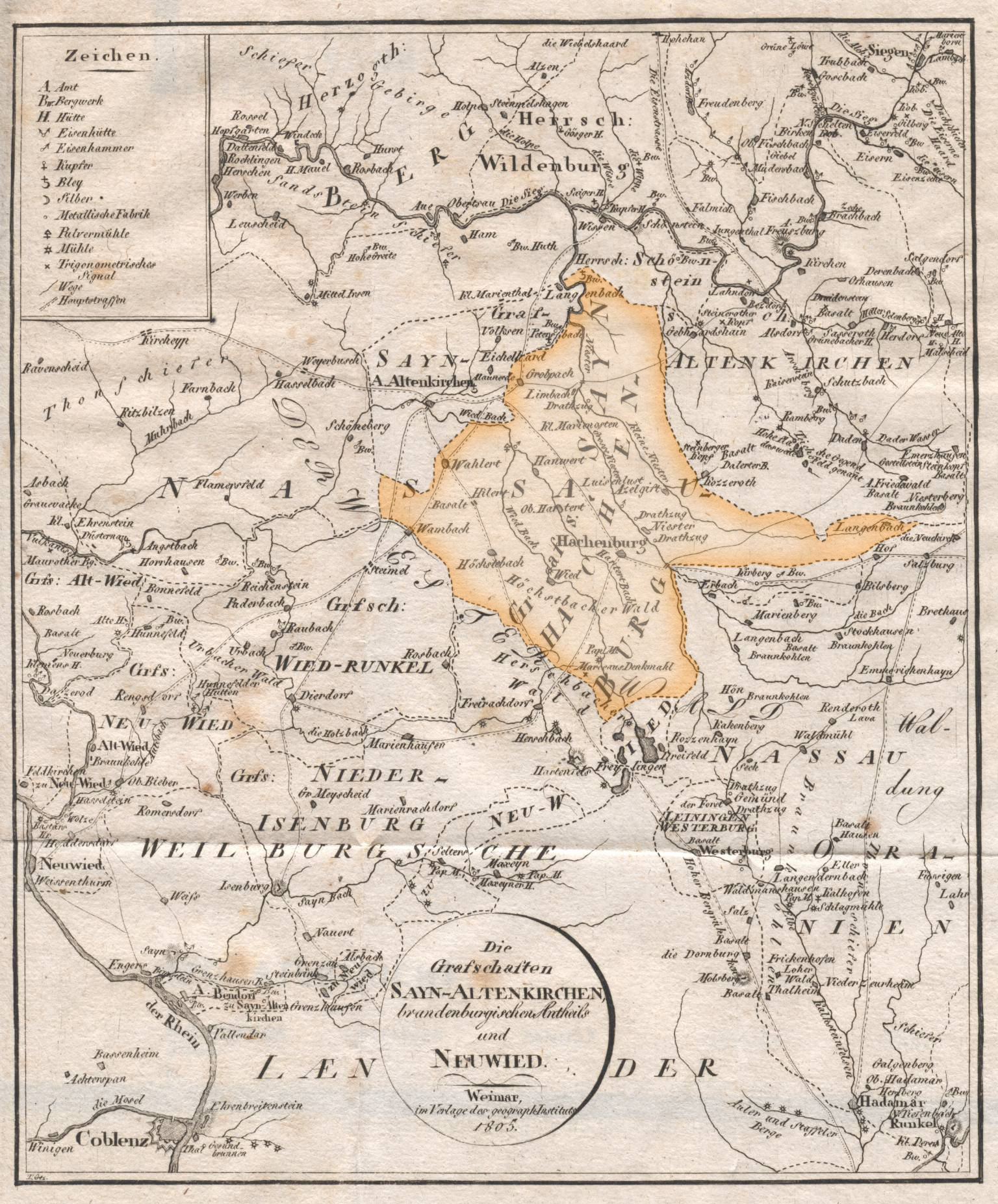
Sayn-Hachenburg, 1805.

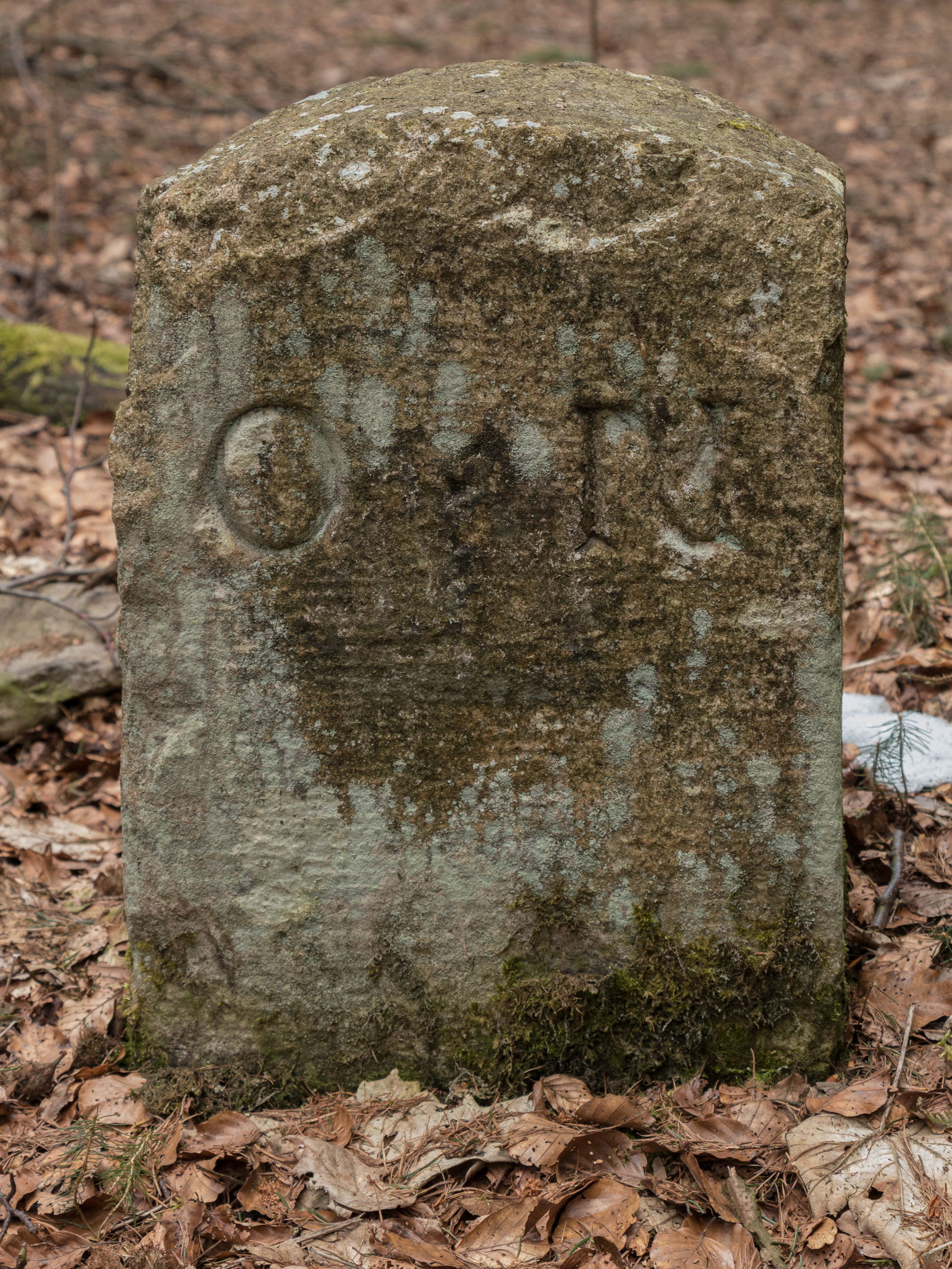
Mojón fronterizo de Sayn-Hachenburg, reconocible por las iniciales "SH".

Sayn-Wittgenstein-Hachenburg (a veces llamado Sayn-Hachenburg) fue un Condado alemán localizado en Renania-Palatinado, en las cercanías del río Sieg.
Cuando el Conde Guillermo III de Sayn-Wittgenstein-Sayn murió en 1623 sin claros herederos, el Arzobispo de Colonia ocupó la vacante del Condado hasta que fue establecida la sucesión. Fue establecida por un tratado en 1648, cuando el condado fue dado conjuntamente a las Princesas Ernestina y Johanette, dos hermanas que eran nietas del Conde Guillermo, y su madre, la Condesa Viuda Luisa Juliana, actuó como regente. Sin embargo, poco después del tratado, el condado fue dividido en dos. La porción de Ernestina fue llamada "Sayn-Wittgenstein-Hachenburg", la de Johanette  "Sayn-Wittgenstein-Sayn-Altenkirchen" (o más brevemente Sayn-Altenkirchen). Su madre permaneció como regente de ambos condados hasta 1652, cuando Johanette y Ernestina separadamente gobernaron sus respectivos condados. Sayn-Wittgenstein-Hachenburg fue heredado por la Condesa Magdalena Cristina en 1661 tras la muerte de Ernestina. Pasó a los Burgraves de Kirchberg en 1715, a los Condes de Nassau-Weilburg en 1799, y a los Condes de Sayn-Wittgenstein-Berleburg en 1803. El título pasó a través de la línea femenina y actualmente es sostenido por el Gran Duque de Luxemburgo.

## Condes de Sayn-Wittgenstein-Hachenburg (1648-1827)
- Ernestina Salentina (1648-1661)

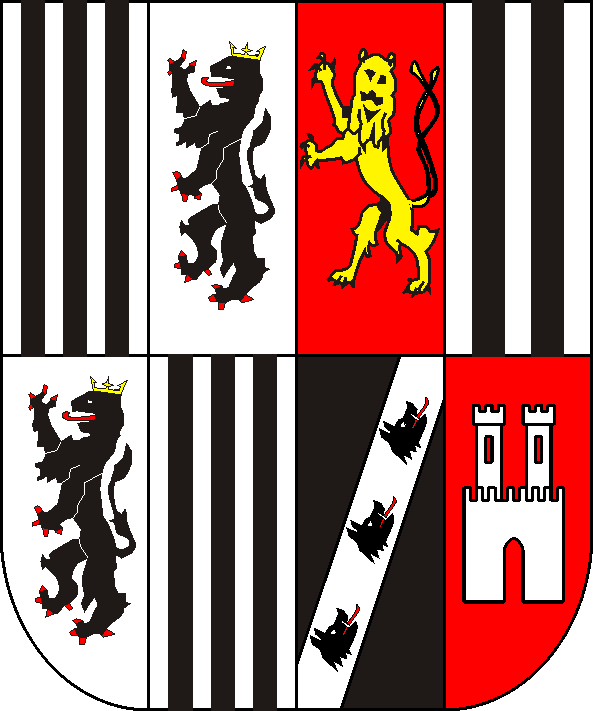
Escudo de los Condes de Kirchberg-Sayn.

- Luisa Juliana (1648-1652) - Regente
- Maximiliano José (1661-1675), también Conde de Manderscheid-Blankenheim.
- Magdalena Cristina (1675-1715), también Burgravina consorte de Kirchberg.
- Jorge Federico (1715-1749), también Burgrave de Kirchberg.
- Guillermo Luis (1749-1751), también Burgrave de Kirchberg.
- Guillermo Jorge (1751-1776), también Burgrave de Kirchberg.
- Luisa Isabel (1776-1827), princesa de Nassau-Weilburg, después de la mediatización de 1806 fue condesa nominal.

## Mediatización
En la Confederación del Rin en 1806, Federico Guillermo, príncipe de Nassau-Weilburg y Federico Augusto, príncipe de Nassau-Usingen acordaron unir sus territorios y elevarlos en un único ducado del cual Federico Augusto fue el primer duque y Federico Guillermo cogobernante, y dado que el primero no tenía descendencia masculina se acordó que el hijo de Federico Guillermo, el príncipe Guillermo, fuera el heredero del ducado unificado de ambos. A este acuerdo se sumó Luisa Isabel, esposa de Federico Guillermo y madre del príncipe heredero, y el condado de Sayn-Wittgenstein-Hachenburg fue mediatizado al Ducado de Nassau. El 9 de enero de 1816 murió Federico Guillermo y solo dos meses después, el 24 de marzo, murió Federico Augusto y Guillermo, hijo de Luisa Isabel, se convirtió en el soberano de los territorios unificados de su padre, de su madre y de su tío. Nominalmente Luisa Isabel siguió manteniendo los privilegios que conllevaba ser una condesa soberana por derecho propio hasta su muerte.